# Сукиасян, Мартин Грачаевич
Марти́н Грача́евич Сукиася́н (арм. Մարտին Սուքիասյան, 8 марта 1955, Гюмри) — армянский политический и государственный деятель.

## Биография
Окончил строительный (1977) и факультет технологии швейного производства (1985) Ленинаканского филиала Ереванского политехнического института. Инженер-строитель. Технолог швейного производства.
1980—1990 — секретарь комитета ЛКСМ, секретарь парткома железнодорожного узла.
1990—1992 — председатель профсоюза железнодорожного узла.
1992—1999 — директор Гюмрийского хлебоприемного предприятия.
1999—2003 — был депутатом. Член постоянной комиссии по государственно-правовым вопросам. Член «РПА».
2003—2007 — вновь был избран депутатом. Член постоянной комиссии по государственно-правовым вопросам. Член «РПА».
2005 Баллотировался на пост мера города Гюмри.
В 2011 отдыхал в Египте вместе с семьёй. По возвращении в Армению попал с острой пневмонией в больницу. Через 20 дней умер в реанимации в Ереване.